# Greatest Hits Live
Greatest Hits Live är ett samlingsalbum av Ace Frehley, utgivet den 24 januari 2006. Albumet innehåller tio livelåtar och två studiolåtar.
One Plus One och Give It To Me Anyway var med på Loaded Deck och är två demos från Frehley's Comet-tiden. Den enda låten som inte är från London är Stranger in a Strange Land som är från Chicago.

## Låtlista
1. Rip It Out - (Ace Frehley/Sue Kelly/Larry Kelly) (Live)
2. Breakout - (Frehley/Eric Carr/Richie Scarlet) (Live)
3. Cold Gin - (Frehley) (Live)
4. Shock Me - (Frehley) (Live)
5. Rocket Ride - (Frehley/Sean Delaney) (Live)
6. Deuce - (Gene Simmons) (Live)
7. Strangers in a Strange Land - (Frehley) (Live)
8. Separate - (Frehley/John Regan) (Live)
9. N.Y. Groove - (Russ Ballard) (Live)
10. Rock Soldiers - (Frehley/Chip Taylor) (Live)
11. One Plus One - (Anton Fig/Phil Gladstone)
12. Give It to Me Anyway - (Frehley/Scarlet/Arthur Stead)

## Medverkande
- Ace Frehley - gitarr, sång och bakgrundssång
- Richie Scarlet - gitarr, sång och bakgrundssång
- Tod Howarth - keyboard och bakgrundssång
- John Regan - elbas och bakgrundssång
- Jamie Oldaker - trummor och slagverk
- Anton Fig - trummor
- Peter Criss - sång på spår 12
- Sebastian Bach - sång på spår 12